# Polska Formuła Easter Sezon 1984
1984 – dziesiąty sezon Polskiej Formuły Easter. Był rozgrywany w ramach WSMP jako klasa 6. Składał się z pięciu eliminacji. Mistrzem został Jerzy Mazur (MTX 1-03).

## Kalendarz wyścigów
| Runda | Data           | Tor    | Pole position | Najszybsze okrążenie | Zwycięzca (kierowcy) | Zwycięzca (zespoły)       |
| ----- | -------------- | ------ | ------------- | -------------------- | -------------------- | ------------------------- |
| 1     | 1 maja         | Poznań | Jacek Szmidt  | ?                    | Jacek Szmidt         | Automobilklub Toruński    |
| 2     | 27 maja        | Kielce | Jacek Szmidt  | Jerzy Mazur          | Jerzy Mazur          | Automobilklub Dolnośląski |
| 3     | 2 września     | Toruń  | Jacek Szmidt  | Jacek Szmidt         | Jerzy Mazur          | Automobilklub Dolnośląski |
| 4     | 9 września     | Kielce | Jacek Szmidt  | Jerzy Mazur          | Jerzy Mazur          | Automobilklub Dolnośląski |
| 5     | 7 października | Poznań | Jerzy Mazur   | ?                    | Stefan Banaszak      | Automobilklub Szczeciński |

## Klasyfikacja kierowców
| Legenda oznaczeń w tabelach wyników Wyświetl szablon na nowej stronie | Legenda oznaczeń w tabelach wyników Wyświetl szablon na nowej stronie                                                                     |
| Oznaczenie                                                            | Wyjaśnienie |
| --------------------------------------------------------------------- | --- |
| Złoty                                                                 | Zwycięzca lub mistrzostwo |
| Srebrny                                                               | 2. miejsce lub wicemistrzostwo |
| Brązowy                                                               | 3. miejsce lub II wicemistrzostwo |
| Zielony                                                               | Ukończył, punktował (w klasyfikacji generalnej, gdy zdobył co najmniej jeden punkt na przestrzeni sezonu, poza trzema powyższymi opcjami) |
| Niebieski                                                             | Ukończył, nie punktował (w klasyfikacji generalnej, gdy nie zdobył co najmniej jednego punktu na przestrzeni sezonu)                      |
| Czerwony                                                              | Nie zakwalifikował się (NZ) |
| Czerwony                                                              | Nie prekwalifikował się (NPK) |
| Różowy                                                                | Nie ukończył (NU) |
| Różowy                                                                | Niesklasyfikowany (NS) (w klasyfikacji generalnej, gdy nie został sklasyfikowany w żadnym wyścigu sezonu)                                 |
| Czarny                                                                | Zdyskwalifikowany (DK) |
| Czarny                                                                | Wykluczony (WYK/EX) |
| Biały                                                                 | Nie wystartował (NW) |
| Biały                                                                 | Kontuzjowany (K/INJ) |
| Biały                                                                 | Wyścig odwołany (OD/C) |
| Bez koloru                                                            | Został wycofany (WYC/WD) |
| Bez koloru                                                            | Nie przybył (NP/DNA) |
| Bez koloru                                                            | Nie brał udziału w treningach (NT/DNP) |
| Bez koloru                                                            | Nie został zgłoszony (–) |
| Pogrubienie                                                           | Start z pole position |
| Kursywa                                                               | Najszybsze okrążenie wyścigu |
| †                                                                     | Nie ukończył, ale jego rezultat został zaliczony ze względu na przejechanie więcej niż 90% dystansu wyścigu.                              |
| *                                                                     | Sezon w trakcie |
| 1/2/3                                                                 | Punktowana pozycja w sprincie kwalifikacyjnym                                                                                             |
| Lista systemów punktacji Formuły 1                                    | |

| Poz. | Kierowca              | Zespół                      | POZ | KIE | TOR | KIE | POZ | Punkty |
| ---- | --------------------- | --------------------------- | --- | --- | --- | --- | --- | ------ |
| 1    | Jerzy Mazur           | Automobilklub Dolnośląski   | 8   | 1   | 1   | 1   | 3   | 193    |
| 2    | Stefan Banaszak       | Automobilklub Szczeciński   | 3   | 3   | 2   | 2   | 1   | 185    |
| 3    | Jacek Szmidt          | Automobilklub Toruński      | 1   | 2   | 3   | NU  | 11  | 173    |
| 4    | Józef Kiełbania       | Automobilklub Świętokrzyski | 2   | 12  | 5   | 5   | 4   | 167    |
| 5    | Hieronim Kochański    | Automobilklub Warszawski    | 6   | NS  | 4   | 3   | 5   | 163    |
| 6    | Tomasz Szczęsny       | Automobilklub Warszawski    | NU  | 10  | 10  | 7   | 6   | 147    |
| 7    | Marek Kostikow        | Automobilklub Wielkopolski  | 10  | 8   | 13  | 10  | -   | 139    |
| 8    | Romuald Chałas        | Automobilklub Warszawski    | 13  | 9   | 12  | 11  | -   | 135    |
| 9    | Piotr Zaleski         | Automobilklub Morski        | 4   | -   | 6   | 4   | -   | 121    |
| 10   | Tomasz Jeromin        | Automobilklub Świętokrzyski | 5   | 5   | 8   | NU  | -   | 117    |
| 11   | Piotr Lenartowicz     | Automobilklub Świętokrzyski | 9   | NU  | -   | 6   | 7   | 113    |
| 12   | Lech Wojciechowski    | Automobilklub Kaliski       | 12  | NU  | 9   | 8   | -   | 106    |
| 13   | Andrzej Sumara        | Automobilklub Morski        | 7   | 11  | NU  | 13  | -   | 104    |
| 14   | Ryszard Plucha        | Automobilklub Warszawski    | -   | -   | 14  | 9   | 10  | 102    |
| 15   | Zbigniew Pokorski     | Automobilklub Świętokrzyski | 11  | 13  | NU  | 12  | -   | 99     |
| 16   | Andrzej Wojciechowski | Automobilklub Śląski        | -   | -   | 7   | NU  | 2   | 84     |
| 17   | Witold Nalewaj        | Automobilklub Szczeciński   | NU  | 7   | 11  | -   | -   | 72     |
| 18   | Józef Gutmacher       | Automobilklub Śląski        | NU  | 4   | 15  | -   | -   | 71     |
| 19   | Marek Obarski         | Automobilklub Wielkopolski  | NU  | 14  | NU  | -   | 9   | 67     |
| 20   | Marek Głowacki        | Automobilklub Szczeciński   | -   | 6   | NU  | -   | -   | 39     |
| 21   | Mariusz Podkalicki    | Automobilklub Szczeciński   | -   | -   | -   | -   | 8   | 37     |
| 22   | Andrzej Kuchta        | Automobilklub Beskidzki     | -   | -   | -   | -   | 12  | 33     |
| 23   | Jan Kościuszko        | Automobilklub Krakowski     | -   | 15  | -   | -   | -   | 30     |